# Фабиньо
Фабио Енрике Тавареш (роден 23 октомври 1993 г.), по-известен като Фабиньо, е бразилски професионален футболист, който играе като дефанзивен полузащитник за Ал-Итихад и националния отбор по футбол на Бразилия.

## Постижения
Монако
- Лига 1: 2016 – 2017

Ливърпул
- Шампионска лига: 2018 – 2019